# Hôpital général de Yaoundé
L'Hôpital Général de Yaoundé en abrégé HGY est un hôpital de la ville Yaoundé, au Cameroun, créé en 1987. Il sert de centre d'enseignement. 

## Histoire de l’hôpital
L'hôpital a été conçu par C. Cacoub et Buban Ngu Design Group et construit par SBBM & Six Construct. Il est créé en 1987 dans le cadre d'une convention de coopération signée entre la République du Cameroun et le Royaume de Belgique. 

## Localisation
Il est situé au quartier Ngousso dans la ville de Yaoundé au Cameroun.

## Services de l'hôpital
L'hôpital dispense médecine, chirurgie, obstétrique, gynécologie et pédiatrie. Il possède un centre de dialyse. Et depuis 2021 L'HGY a effectué plusieurs transplantations rénales.  

### Personnel
Le personnel de l'hôpital se décompose en personnel administratif, personnel soignant, personnel technique et personnel académique. Il compte 564 employés repartis comme suit 70 médecins spécialistes, plusieurs généralistes, 200 paramédicaux et 200 agents techniques.
Le 16 novembre 2017, le ministre de la Santé publique André Mama Fouda nomme Essomba Asse Auguste, en qualité de président du conseil d’administration de l’hôpital général de Yaoundé.

### Équipement
Il couvre une superficie de 20 301 mètres carrés et en 2001, il compte 302 lits.

### Heure de visite
Les heures de visite s'étendent entre 14 h et 19 h 30 .